# Overworld
Nel mondo dei videogiochi, l'overworld è un'area che collega tutti luoghi di un videogioco; sono tipici degli RPG, sebbene non si escludano generi come platform e strategici.

## Descrizione
L'overworld è un'area che collega tutti luoghi di un videogioco.